# Survivor Turquía
Survivor Turquía es la versión turca del reality show Survivor esta versión de la serie se ha emitido en Kanal D en 2005, y en la TV Show en 2006, 2007 y 2010. Desde el comienzo el reality fue un éxito en Turquía, sin embargo, el costo de producir el espectáculo resultó ser demasiado para Kanal D, e incluso del programa de TV no podía darse el lujo de producir el show en una base anual. Debido a los costos de producción del espectáculo fue puesto en pausa en el 2007 y fue traído de nuevo tres años después. El premio para las primeras temporadas de la serie fue 150.000 euros, para la segunda y tercera 250.000 euros, y 500.000 dólares para la cuarta temporada.

## Formato y reglas
El reality turco siguió el formato de Survivor EE. UU. pero hay algunas diferencias.
En la versión turca hay algunos cambios de menor importancia en cada temporada cuando se trata de cómo se juega el juego, cómo concursantes son eliminados, y cómo se gana el juego. Una cosa que no ha parecido cambiar largo de las temporadas es que para ganar el juego un competidor debe ganar la mayoría de los "puntos", estos puntos suelen ser obtenidos a través de votos o desafíos ganadores.

## TemporadasSurvivor Turquía

### Temporada 1 (2005)
- Survivor: Büyük Macera

### Temporada 2 (2006)
- Survivor: Greece vs. Turkey

### Temporada 3 (2007)
- Survivor: Aslanlar vs. Kanaryalar

### Temporada 4 (2010)
- Survivor: Kizlar vs. Erkekler

### Temporada 5 (2011)
- Survivor: Ünlüler vs. Gönüllüler

### Temporada 6 (2012)
- Survivor: Ünlüler vs. Gönüllüler 2